# 三浦勝利
三浦 勝利（みうら しょうり、1937年3月13日 - ）は、日本のプロゴルファー。

## 来歴
1962年には小針春芳と共に来日したアメリカの女子プロ、キャシー・ウィットワースと千葉CC野田コースでプレーし、多くの女性ゴルファーに深い感銘を与え、日本では女子ゴルフの普及に拍車がかかった。
1967年の日本オープンでは2日目にアイアンショットの切れで3アンダー69をマークし、首位の橘田規に4打差の2位に浮上した。
1970年の関東プロでは今井昌雪・河野高明・佐々木勝と共に石井冨士夫の2位タイに入った。
1975年の沖縄クラシックでは初日に小雨がぱらつき、10mを超す突風が吹き荒れる悪コンディションの中を中村寅吉と並んで70をマークし、小川清二の2位タイで続いた。2日目には小池国夫・鷹巣南雄と並んでの6位タイ に着けた。
1975年の全日空札幌オープンでは3日目に69をマークし、松井功・金本章生・上野忠美と並んでの10位タイに着けた。
1975年の全日本ミックスダブルスでは藤村政代とペアを組み、初日を今井&岡田美智子ペア・内田繁&諸星明美ペア・石井富男&鈴木美重子ペアに次ぐ4位でスタートし、最終日には石井&鈴木・今井&岡田・杉本英世&辻和代ペア・村上隆&佐々木マサ子ペア・内田&諸星に次ぐ6位に入った。
1977年の産報クラシックでは2日目にオービル・ムーディ（アメリカ）と共に68をマークし、宮本康弘と並んでの9位タイに着けた。
1987年の関東オープンを最後にレギュラーツアーから引退し、シニアに転向。
1988年の関東プロシニアでは謝永郁（中華民国）の2位、第一生命カップでは呂良煥（中華民国）と並んでの8位タイ、飛騨高山シニアカップでは原政雄の2位、日東シニアセブンオーシャンカップでは内田袈裟彦の3位に入った。
1989年の関東プロシニアでは小川貞雄と並んでの10位タイ、2000年には関東プログランドシニアで河野高と並んでの6位タイ、
2006年には関東プロゴールドシニアで8位タイに入った。